# Chukwuemeka Odumegwu Ojukwu
Chukwuemeka Odumegwu Ojukwu, född 4 november 1933 i Zungeru i delstaten Niger, död 26 november 2011 i London, var en nigeriansk officer och politiker. Han var ledare för utbrytarrepubliken Biafra 1967–1970.

## Biografi
Ojukwu var officer i Nigerias armé från 1957 och blev militärguvernör i Östregionen efter militärkuppen i Nigeria den 15 januari 1966. År 1967 proklamerade han Östregionen som republiken Biafra, och blev dess statsöverhuvud. Han ledde Biafras kamp för självständighet och blev därigenom en omstridd man i Afrika. Strax före Biafras kapitulation i januari 1970 lämnade han området och fick politisk asyl i Elfenbenskusten. Han återvände till Nigeria 1982, där han en kort tid satt arresterad, men släpptes. Ojukwu gjorde sedan förgäves försök till en fortsatt politisk karriär.